# Открытое
Откры́тое  (до 1948 года Найн-Бронт; укр. Відкрите, крымскотат. Nayn Bront, Найн Бронт) — село в Первомайском районе Республики Крым, входит в состав Войковского сельского поселения (согласно административно-территориальному делению Украины — Войковского сельского совета Автономной Республики Крым).

## Население
| 2001 | 2014 |
| ---- | ---- |
| 296  | ↘191 |

Всеукраинская перепись 2001 года показала следующее распределение по носителям языка
| Язык             | Процент |
| ---------------- | ------- |
| русский          | 56.08   |
| крымскотатарский | 32.77   |
| украинский       | 8.45    |

### Динамика численности
- 1989 год — 422 чел.[9]
- 2001 год — 296 чел.[10]
- 2009 год — 213 чел.[11]
- 2014 год — 191 чел.[12]

## Современное состояние
На 2016 год в Открытом числится 4 улицы; на 2009 год, по данным сельсовета, село занимало площадь 72,3 гектара, на которой в 82 дворах проживало 213 человек. Действуют сельская библиотека-филиал № 17, фельдшерско-акушерский пункт

## География
Открытое — село на юге района, в степном Крыму, у границы с Сакским районом, высота центра села над уровнем моря — 79 м. Ближайший населённый пункт — Каштановка в 3,5 км на восток, расстояние до райцентра около 38 километров (по шоссе), ближайшая железнодорожная станция — Остряково на линии Солёное Озеро — Севастополь — примерно 47 километров. Транспортное сообщение осуществляется по региональной автодороге 35Н-393 от шоссе Красноперекопск — Симферополь (по украинской классификации — С-0-11034).

## История
Еврейский переселенческий участок № 63 был образован, видимо, на рубеже 1930-х годов (поскольку впервые отмечен на карте по состоянию на 1931 год), в составе ещё Евпаторийского района. Постановлением ВЦИК РСФСР от 30 октября 1930 года был создан Фрайдорфский еврейский национальный район (переименованный в 1944 году в Новосёловский) еврейскоий национальный район и Найн Бронт включили в его состав. По данным переписи 1989 года в селе проживало 422 человека. Время присвоения селу названия Найн Бронт (вариант — Найброд) по доступным историческим документам установить не удалось, но на километровой карте Генштаба 1941 года название уже Найброд.
Вскоре после начала отечественной войны часть еврейского населения Крыма была эвакуирована. По данным ЧГК по преступлениям фашистов, в ноябре 1941 года в село прибыл карательный отряд. Всё оставшееся еврейское население села в количестве 26 человек было вывезено за село и расстреляно.
С 25 июня 1946 года Найн Бронт в составе Крымской области РСФСР. Указом Президиума Верховного Совета РСФСР от 18 мая 1948 года, Найн Бронт переименовали в Открытое. 25 июля 1953 года Новоселовский район был упразднен и село включили в состав Первомайского. 26 апреля 1954 года Крымская область была передана из состава РСФСР в состав УССР. Время включения в Войковский сельсовет пока не установлено: на 15 июня 1960 года село уже числилось в его составе. Указом Президиума Верховного Совета УССР «Об укрупнении сельских районов Крымской области», от 30 декабря 1962 года был упразднён Первомайский район и село присоединили к Красногвардейскому. 8 декабря 1966 года был восстановлен Первомайский район и село вернули в его состав. С 12 февраля 1991 года село в восстановленной Крымской АССР, 26 февраля 1992 года переименованной в Автономную Республику Крым. С 21 марта 2014 года в составе Крыма аннексировано Россией.